# عزیز نبوی
عزیز نبوی (۱۳۱۱، بندرانزلی - ۱۰ آبان ۱۳۸۲، مونترو سوئیس) استاد دانشگاه، نویسنده، کارآفرین و بنیان‌گذار مؤسسه عالی حسابداری (دانشکده فنی شهید شمسی پور کنونی) در ایران بود.

## زندگی‌نامه
در سال ۱۳۱۱ در بندرانزلی متولد شد. در تهران زندگی کرد. ابتدا کارشناسی حقوق و سپس کارشناسی ارشد علوم اداری گرفت. پس از آن، در نخستین دوره دکتری در ایران پذیرفته شد، و از دانشگاه تهران دکتری اقتصاد گرفت. در سال ۱۳۴۰ (۱۹۶۰ میلادی) از دانشگاه کالیفرنیای جنوبی موفق به اخذ درجه دکتری علوم اداری با گرایش حسابداری شد. وی استاد دانشکده حقوق، علوم سیاسی و اقتصاد دانشگاه تهران، استاد دانشکده اقتصاد و بانکداری دانشگاه ملی (شهید بهشتی) و بنیان‌گذار و رئیس مؤسسه عالی حسابداری بود.
عزیز نبوی خدمات دولتی را در وزارت امور اقتصادی و دارایی آغاز کرد و سال‌ها در مقام مشاور عالی وزارت دارایی، مشاور مالی وزارت کشور و مشاور مالی وزارت پست و تلگراف و تلفن به‌کار مشغول بود.
مدیریت مجله تجارت دانشکده حقوق و علوم اقتصادی دانشگاه تهران، عضویت در هیئت مدیره انجمن حسابداران قسم خورده ایران، سردبیری مجله بانکها در وزارت دارایی و نمایندگی دولت ایران در کنفرانس جهانی امور مالی در ایتالیا در سال ۱۹۶۴ میلادی از دیگر اموری بود که ایشان به آن‌ها اشتغال داشت.
او ایده ایجاد یک دانشکده را داشت، آن را اجرا کرد و موفق هم بود. تأسیس مؤسسه عالی حسابداری در سال ۱۳۴۳ کاری بزرگ و دشوار بود که آن را به انجام رساند؛ و با آموزش حسابداری در سطح دانشگاهی و تخصصی موجب شد دگرگونی شگرفی در کار و زندگی شمار زیادی از جوانان آن روزگار و هم‌چنین حرفه حسابداری ایران پدید آید. از این رو، وی را می‌توان یکی از پایه‌گذاران آموزش حسابداری نوین در ایران دانست.
عزیز نبوی علاوه بر سی سال تدریس در دانشکده‌های مختلف۵ ایران، آمریکا و سوئیس، مؤلف مجموعه ۲ جلدی اصول حسابداری است که تاکنون بارها تجدید چاپ شده‌است. ویژگی اصلی این دوره دو جلدی پرداختن به همه جنبه‌های حسابداری و کوشش در انطباق مطالب با اوضاع و احوال ایران است.
عزیز نبوی به همراه حسن سجادی نژاد و اسماعیل عرفانی از بنیان‌گذاران حرفه حسابداری در ایران به‌شمار می‌آیند. آنان با تأسیس مدرسه عالی حسابداری شرکت ملی نفت و مؤسسه عالی حسابداری توانستند بیش از ۶۰۰۰ دانش‌آموخته حسابداری، حسابداری دولتی و حسابرسی پرورش دهند.
از زبان خودش:

افتخارم این است که هزاران جوان تحصیل‌کرده برای کشورم تربیت کرده‌ام. از سال ۱۳۵۵ به بعد استاد دانشگاه کشور سوئیس بودم و در دانشگاه اروپایی سوئیس روش علمی تحقیق، حسابداری مالی و حسابداری مدیریت تدریس کردم.

## تالیفات
وی مؤلف کتاب اصول حسابرسی و اصول حسابداری دولتی است؛ و تألیفات متعددی به زبان انگلیسی و فرانسه دارد.